# Marc van den Abeelen
Marc van den Abeelen (Diest, 25 maart 1945) is een Belgisch voormalig bestuurder en politicus voor PVV en diens opvolgers VLD / Open Vld.

## Levensloop
Van den Abeelen doorliep de Latijns-Griekse humaniora (retorica 1962) aan het Koninklijk Atheneum in Berchem. Hij promoveerde in 1968 tot doctor in de rechten aan de Vrije Universiteit Brussel. Aan dezelfde universiteit was hij assistent en hoogleraar in fiscaal recht en nadien ging hij aan de slag bij de Hoge Raad voor Diamant, waar hij consultant en van 1981 tot 1998 directeur-generaal was.
Hij werd lid van de liberale PVV en werd voor deze partij in 1976 verkozen tot gemeenteraadslid van Aartselaar. In 1989 werd hij er schepen en in 1993 volgde hij er Camille Paulus op als burgemeester. Nadat Open Vld als gevolg van de gemeenteraadsverkiezingen van 2012 naar de oppositiebanken verwezen werd in Aartselaar, eindigde zijn burgemeesterschap. Daar de partij bij die verkiezingen zwaar verloor, stopte van den Abeelen als gemeenteraadslid.
In mei 1995 werd hij ook in de nationale politiek actief toen hij voor de kieskring Antwerpen verkozen werd tot lid van de Kamer van volksvertegenwoordigers. Hij vervulde dit mandaat tot in juni 1999. Na de tweede rechtstreekse Vlaamse verkiezingen van 13 juni 1999 maakte hij begin juli 1999 de overstap naar het Vlaams Parlement als opvolger van Guy Verhofstadt, die aan zijn mandaat verzaakte. Ook na de volgende Vlaamse verkiezingen van 13 juni 2004 legde hij begin juli 2004 opnieuw de eed af in het Vlaams Parlement als opvolger van Dirk Sterckx, die zijn mandaat niet opnam. Hij bleef Vlaams volksvertegenwoordiger tot juni 2009. Sinds 15 juli 2009 mag hij zich ere-Vlaams volksvertegenwoordiger noemen. Die eretitel werd hem toegekend door het Bureau (dagelijks bestuur) van het Vlaams Parlement. In het Vlaams Parlement was hij van 1999 tot 2004 voorzitter van de commissie Algemeen Beleid, Financiën en Begroting en van 2004 tot 2009 voorzitter van de commissie Mobiliteit, Openbare Werken en Energie.
Hij is ridder in de Kroonorde en reserveofficier. Ten slotte was hij ook voorzitter van de vzw World Trade Center Antwerpen, voorzitter van de Memorial Rik Van Steenbergen en van 2010 tot 2014 voorzitter van de raad van bestuur van Aquafin nv.

## Privé
Hij trouwde en het koppel kregen twee dochters. 